# MO3
MO3 — формат музыкальных файлов; разработчик — Ian Luck. Файлы MO3 являются трекерными модулями, которые могут содержать семплы, закодированные в виде MP3 или Ogg Vorbis, вместо обычной ИКМ. Как следствие, размер модуля сильно уменьшается при сохранении качества звука. Для семплов, которые не сжимаются приемлемым образом с потерями, поддерживается также сжатие без потерь.
Название формата файлов это гибрид из MOD и MP3. Несмотря на имя, поддерживаются[где?] четыре других трекерных формата: Scream Tracker 3 (S3M), FastTracker 2 (XM), Impulse Tracker (IT) и MultiTracker (MTM).